# 新発田駐屯地
新発田駐屯地（しばたちゅうとんち、JGSDF Camp Shibata）は、新潟県新発田市大手町6-4-16に所在し、第30普通科連隊などが駐屯している陸上自衛隊の駐屯地である。

## 概要
最寄の演習場は大日原演習場。駐屯地司令は第30普通科連隊長が兼務。
新発田城跡地に駐屯したという歴史性から、駐屯地の門は白壁であり城門風になっている。隊舎も白壁作りとなっている部分がある（白壁兵舎（史料館）など）。
また、駐屯する第30普通科連隊は第12旅団が空中機動性を高めたものであるため、完全に自動車化されている。

## 沿革
日本陸軍
- 1871年（明治4年） - 新発田城に編成、陸軍東京鎮台歩兵第8番大隊が設置。
- 1874年（明治7年）11月 - 白壁兵舎が落成。第1軍管東京鎮台歩兵第3連隊第2大隊が移駐。
- 1884年（明治17年）6月 - 歩兵第16連隊が設置。
- 1937年（昭和12年） - 歩兵第116連隊が設置。
- 1946年（昭和21年） - 敗戦により、兵舎や敷地は在日米軍の駐留地や新潟青年師範学校（現在の新潟大学）として利用される。
- 1949年（昭和24年） - 新潟青年師範学校を母体として新潟大学が発足し、同大学の分校として利用される。

保安隊新発田駐屯地
- 1953年（昭和28年）5月20日： 新発田駐屯地が開設[1]。保安隊第2連隊第3大隊が金沢駐屯地から移駐、分校は閉鎖される。

陸上自衛隊新発田駐屯地
- 1954年（昭和29年）7月1日：陸上自衛隊へ移管[2]。第2連隊第3大隊が第2普通科連隊第3大隊に称号変更。
- 1962年（昭和37年）1月18日：第12師団編成に伴い、第2普通科連隊第3大隊を母体として第30普通科連隊が編成完結。
- 1967年（昭和42年）8月-9月：第30普通科連隊などが羽越豪雨の被災現場へ災害派遣。加治川の破堤現場の修復等に従事[3]。
- 2001年（平成13年）3月27日：第12師団が旅団（総合近代化旅団タイプ）に改編。第12後方支援隊第2整備中隊第3普通科直接支援小隊（第30普通科連隊を支援）を新編。
- 2015年（平成27年）3月26日：東部方面会計隊の改編に伴い、第382会計隊が廃止され、第379会計隊新発田派遣隊が設置される。
- 2021年（令和03年）3月18日：第379会計隊新発田派遣隊が第382会計隊に改編[4]。

## 駐屯部隊

### 東部方面隊隷下部隊
- 第12旅団
  - 第30普通科連隊
  - 第12後方支援隊
    - 第2整備中隊
      - 第3普通科直接支援小隊：第30普通科連隊を支援
- 東部方面会計隊
  - 第382会計隊
- 東部方面システム通信群
  - 第105基地システム通信大隊
    - 第317基地通信中隊
      - 新発田派遣隊
- 新発田駐屯地業務隊
- 自衛隊新潟地方協力本部
  - 新発田援護室

### 防衛大臣直轄部隊・機関
- 東部方面警務隊
  - 第125地区警務隊
    - 新発田派遣隊

### 防衛省
- 情報本部
  - 小舟渡通信所

## 最寄の幹線交通
- 高速道路：日本海東北自動車道聖籠新発田IC/BS
- 一般道：国道7号・国道113号・国道290号・国道460号・新潟県道3号新潟新発田村上線・新潟県道14号新発田津川線・新潟県道32号新発田停車場線
- 鉄道：JR東日本羽越本線新発田駅
- 港湾：新潟港（特定重要港湾）・両津港（重要港湾）
- 飛行場：新潟空港（第二種空港）・佐渡空港（第三種空港）

## 重要施設
- 東新潟火力発電所（出力191.6kW。LNG）（北蒲原郡聖籠町）
- 北新潟変電所（超高圧変電所）（北蒲原郡聖籠町）
- 新潟変電所（1次変電所）（五泉市）
- 新潟石油共同備蓄基地（平成16年（2004年）1月時点：備蓄施設容量約113万kl中約87万klを備蓄）（新潟市・北蒲原郡聖籠町）
- 日本海エル・エヌ・ジー新潟基地（LNG, 約72万klの備蓄容量を有する）（北蒲原郡聖籠町）
- 出光興産新潟石油製品輸入基地（新潟市）
- ENEOS新潟事業所（新潟市）
- 片倉コープアグリ新潟工場（肥料工場）（新潟市）
- 新潟流通センター（新潟市）
- 奥三面ダム（村上市）
- 信濃川浄水場（新潟市）
- 青山浄水場（新潟市最大規模の浄水場）（新潟市）
- 海上自衛隊新潟基地（新潟市）
- 関越トンネル
- 清水トンネル